# Instytut Seksuologiczny w Berlinie

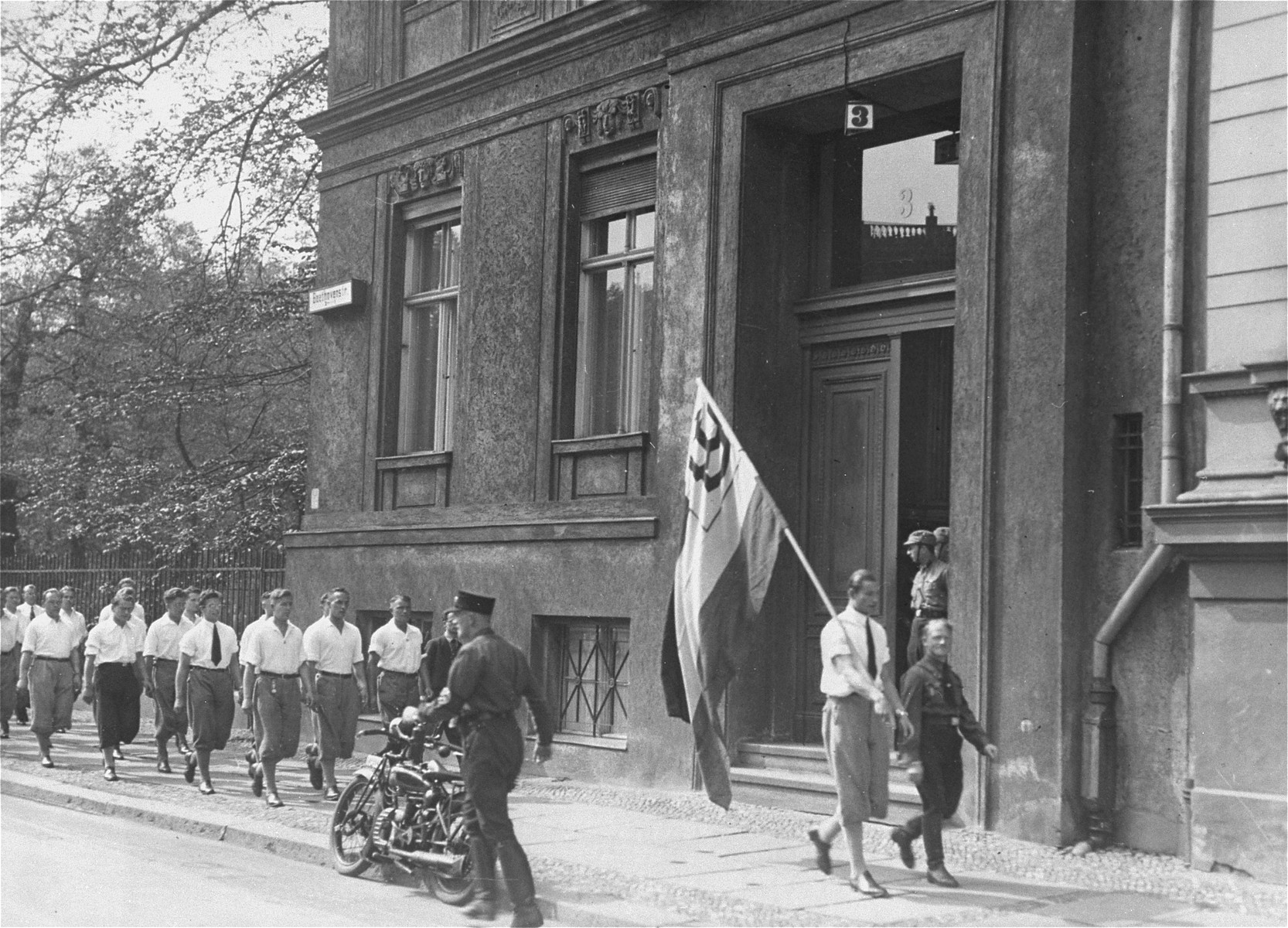
Bojówki Niemieckiego Związku Studentów przed wkroczeniem do Instytutu, 6 maja 1933

Instytut Seksuologiczny (niem. Institut für Sexualwissenschaft) – prywatny instytut naukowy położony w Tiergarten w latach 1919–1933.
Działał jako organizacja non-profit służąca pomocą osobom LGBT i angażująca się na rzecz ich praw będąc kontynuacją działań Magnusa Hirschfelda w ramach Komitetu Naukowo-Humanitarnego. Instytut Hirschfelda był szeroko znany w Berlinie, nie tylko z działań na rzecz spraw takich jak legalizacja homoseksualizmu czy aborcji oraz popularnych wieczornych wykładów z edukacji seksualnej, ale również dzięki zbiorowi książek i rękopisów na temat seksu, gromadzonego przez dyrektora od przełomu wieków. W 1933 liczył, w zależności od szacunków, od 12 do 20 tys. książek i jeszcze większą kolekcję fotografii dotyczących tematu homoseksualizmu i erotyki. Czasopismem Instytutu było Jahrbuch für sexuelle Zwischenstufen.
Instytut został założony w 1919 r. przez Magnusa Hirschfelda. W szczytowym okresie placówka przyjmowała 20 tys. pacjentów rocznie, także spoza Niemiec. Instytut kontynuował wysiłki na rzecz zniesienia paragrafu 175. W 1929 w Reichstagu przygotowano odpowiedni projekt zmiany legislacyjnej. Do głosowania nie doszło skutkiem zmian politycznych w Republice Weimarskiej i objęcia władzy przez NSDAP.
6 maja 1933 roku studenci z berlińskiej Szkoły Wychowania Fizycznego, członkowie Narodowosocjalistycznego Związku Studentów Niemieckich zajęli i splądrowali Instytut paląc 20 tysięcy woluminów i 5 tysięcy zdjęć, wymuszając tym samym rychłe zakończenie jego działalności.